# Miss Mundo 1963
Miss Mundo 1963 foi a 13ª edição do concurso de beleza feminino de Miss Mundo. O certame idealizado pelo gerente de vendas publicitárias da Mecca Leisure Group, Eric Douglas Morley, foi realizado no dia 7 de novembro de 1963. Tendo como palco o Lyceum Theatre, o concurso reuniu quarenta (40) candidatas - sete a mais que no ano anterior - de diferentes países. A vencedora do certame foi a representante da Jamaica, Carole Joan Crawford, coroada por sua antecessora, a Miss Mundo 1962, Catharina Lodders.

## O Concurso

### Convites e Nações ausentes
Era esperado pelo organizado do concurso, 50 países na edição deste ano. Nessa ocasião, estrearia Chile, Colômbia, Libéria, Malásia e Nigéria, além do retorno do México, que não participava desde a edição inaugural de 1951. No entanto, na "Free China" (Taiwan), nenhum concurso nacional de beleza foi realizado naquele ano. Na Nicarágua e na República Dominicana, nenhuma candidata foi selecionada para a disputa, neste último país devido à situação política decorrente do recente golpe de estado militar. Por outro lado, embora tenha sido realizado o concurso "Eve's Weekly Miss India", os organizadores decidiram não enviar a vencedora pois disseram que sua viagem custaria muita moeda estrangeira necessária para o país.
Em alguns países da América do Sul, a situação era a mesma e, por não poder cobrir as despesas de viagem para Londres, as candidatas do: Equador (Tania Valle Moreno) e Paraguai (Mirta Fernández Cameron) estavam ausentes; quanto a Miss Uruguai (Martha Vivas Velásquez) não foi porque seus organizadores decidiram enviá-la para a primeira edição do "Miss Nations" em Palma de Maiorca, na Espanha. Por motivos desconhecidos, a senhorita Taiti (Marie-Louise Metuarea) não viajou para a disputar o concurso, enquanto no Líbano não havia competição nacional, mas eles nomearam Mona Slim, que havia participado do Miss Internacional no ano anterior. No entanto, por razões desconhecidas, ela também não viajou para a disputa deste ano.
A Miss Itália 1962, Rafaella de Carolis, quando voltou no ano anterior para seu país, falou coisas ruins sobre o  Miss Mundo depois de não ter classificado nem mesmo entre as 15 primeiras, então o organizador Enzo Mirigliani decidiu não enviar sua Miss Itália reinante, Franca Dall'Olio, para Londres. Foi enviado um telegrama pedindo os detalhes da candidata, aos quais Mirigliani relatou que ele não enviaria nenhuma garota naquele ano. Foi então que Morley recorreu a organizadores de concursos paralelos na Itália, conseguindo com isso a participação de Gianna Serra (cujo nome de nascimento era Giovanna Erbetta), que havia sido escolhida como representante ao Miss Universo meses antes.

### Miss Nigéria
Em Lagos, na Nigéria, foi realizada uma competição com oito finalistas para escolher a Miss Nigéria para o Miss Mundo, mas as autoridades se recusaram a nomear uma vencedora dizendo que as meninas eram "feias" demais para representar o país no exterior. No final, e no meio dos protestos, os juízes tiveram que decidir entre as candidatas menos graciosas, coroando Martha Bassey, de 16 anos de idade, como "Miss Mundo Nigéria 1963". No entanto, Morley a rejeitou por não ter a idade mínima exigida de 17 anos, sugerindo então o envio da vice-campeã, Therese Gina Onyejiaka, da cidade de Enugu, que tinha 24 anos, mas os organizadores se recusaram a mandá-la para Londres. A senhorita Onyejiaka enviou uma carta a "Mecca" explicando a situação, mas Morley respondeu dizendo que, infelizmente, eles não podiam cobrir sua transferência aérea para a capital britânica, porque se fizessem com ela, eles teriam que fazer isso com todas as outras. Um porta-voz da competição disse aos repórteres que as autoridades nigerianas ainda estavam procurando por uma garota digna de representar o país, no entanto, Morley supôs que a Nigéria não participaria mais naquele ano.

### Falsa Miss Gibraltar
Em 1959, uma jornalista escocesa se passara pela candidata de Bermudas e foi desclassificada após ser descoberta. Este ano, algo semelhante aconteceu. Lydia Davis, de 18 anos, apareceu no "Waldorf Hotel" no dia 6 de novembro (um dia antes da final), identificando-se como "Miss Gibraltar", um território que não estava na lista de participantes. A menina veio para ficar no hotel e desfazer as malas, no entanto, horas depois, Eric Morley descobriu que nenhum concurso de beleza havia sido realizado em Gibraltar e, ao perguntar, ele verificou que a garota era uma adolescente de Londres que estava se passando como uma miss daquele país, então ele a desqualificou e ordenou que ela deixasse o hotel o mais rápido possível.

### Noite final
A Miss Espanha torceu o tornozelo na festa de boas-vindas e passou vários dias participando das atividades oficiais do concurso, prostradas em uma cadeira de rodas. As primeiras favoritas da imprensa foram os representantes da Dinamarca, Finlândia, Suécia, Alemanha, África do Sul e Reino Unido. Às 21h10, a transmissão do concurso começou nas telas da BBC, um evento apresentado pela televisão por Humphrey Fisher e comentários de Brian Johnston. Fora mostrando a pré-gravação das 40 participantes no desfile das "Nações do Mundo" e ao final da transmissão desse segmento, eles entraram ao vivo continuamente por 55 minutos (dos 50 minutos originais programados). Após a apresentação individual de cada um dos participantes, Morley ligou para o mestre de cerimônias Peter West, que anunciaria as 15 semifinalistas, mas os resultados não estavam prontos durante a transmissão ao vivo e West teve que improvisar pedindo a Joe Loss e sua orquestra para animar a noite novamente enquanto Morley apressava o auditor, Charles Jacobs, a entregar a lista com as semifinalistas. O problema é que na 15ª posição havia um empate entre várias participantes e Morley decidiu no último momento que, em vez de 15, haveria apenas 14 semifinalistas.
As 14 semifinalistas desfilaram rápida e individualmente em trajes de banho diante da platéia e dos juízes, e depois em grupos de sete. Depois disso, Peter West anunciou as 7 finalistas, que foram: Dinamarca, Finlândia, França, Jamaica, Nova Zelândia, Suécia e Reino Unido. Em seguida, West entrevistou cada uma das finalistas individualmente: Miss Dinamarca disse que trabalhava como modelo em Nova York e que em Copenhague ela apresentava um programa de televisão; Miss Finlândia disse que trabalhava em um banco como relações públicas, morava com a mãe e não tinha namorado; Miss França disse que, no caso de ganhar, com o prêmio em dinheiro, montaria uma loja de roupas em seu país; A jamaicana disse que trabalhava na empresa de seu pai e que fazia modelagem ocasional, disse ainda que seu maiô (que causou sensação na platéia), havia sido adquirido em Miami e falou sobre as maravilhas naturais da Jamaica: "Venham ver o belo branco das areias das praias de lá. Vocês vão adorar", ela disse a West. Ela foi a candidata mais aplaudida pelo público. A senhorita da Nova Zelândia disse que morava com os pais e o irmão em Wellington, e que queria se tornar cantora e era uma atleta talentosa. Miss Suécia confessou que nasceu em Oslo (Noruega) e que gostava de viajar e dançar, completou a entrevista dizendo que não gostava do penteado que os Beatles usavam porque não gostava de homens com cabelos longos. A anfitriã, Miss Reino Unido (também aplaudida fortemente pelo público local) disse que tinha sido a segunda colocada no Miss Internacional e que não era supersticiosa, porque em várias competições ela foi a 13ª candidata. As finalistas fizeram um desfile final, para a avaliação final dos juízes.
Eric Morley subiu novamente ao palco para anunciar os resultados em ordem inversa, começando com o quinto lugar: pertencente a sueca Grete Qviberg, ganhadora de 100 libras estelinas; em quarto lugar, a dinamarquesa Aino Korwa (Vice-Miss Universo 1963) recebedora de um cheque de £ 150; senhorita Finlândia, Marja-Liisa Ståhlberg no terceiro lugar e como vice-campeã desta edição, a representante da Nova Zelândia Elaine Miscall, que obteve um cheque de £ 500. Todas as finalistas receberam um troféu em forma de globo terrestre, além disso, tiaras.
E a grande campeã, vencedora de um cheque de 2.500 libras esterlinas e um teste de cinema da Columbia Pictures, Miss Jamaica, Carole Joan Crawford. A novíssima Miss Mundo deixou os bastidores já vestida com sua faixa, subiu as escadas onde Catharina Lodders estava esperando por ela e colocou a capa de arminho nos ombros e a brilhante coroa na cabeça, enquanto Alan B. Fairley entregou o troféu de prata e um cetro real. Depois de desfilar no palco do Lyceum enquanto ouvia a famosa marcha da coroação tonificada pela orquestra de Joe Loss, a nova Miss Mundo posava para fotógrafos com suas finalistas.
Este ano não houve lágrimas ou gritos de raiva das perdedoras, em público. Havia algumas excelentes razões para isso, os organizadores levaram as candidatas para os provadores e colocaram guardas nas portas. Os repórteres não foram autorizados a chegarem perto delas. A senhorita da Nova Zelândia confessou que deu um suspiro ao ouvir os resultados finais: "Devo dizer que fiquei um pouco surpresa ao ouvir o veredicto. Eu não a teria escolhido como vencedora, mas todo mundo tem seu próprio conceito do que é a beleza." A festa da coroação foi realizada, como sempre, no "Café de Paris", onde os prêmios foram concedidos ao sexto lugar, Miss França, Muguette Fabris, que obteve 50 libras esterlinas e sétimo, que correspondia à Miss Reino Unido, Diane Westbury com £ 25 libras. A transmissão do concurso foi vista por 9 milhões de telespectadores através da BBC. Ele empatou em primeiro lugar ao lado do programa "Royal Variety Performance" naquele dia e se tornou o quarto programa mais assistido naquela semana.

### A Campeã
Carole Joan Crawford nasceu em 31 de agosto de 1943. Seus pais eram Vinton Reginald Crawford e Edna May Crawford. Ela cresceu em Kingston e estudou no "Wolmers College" para meninas. Ela entrou no seu primeiro concurso de beleza aos 19 anos, conquistando o título de "Miss Jamaica" durante as comemorações da independência da ilha, patrocinada pela "Pepsi Cola", bebida de que ela foi fã a vida inteira. "Eu nunca fiz nada assim antes e foi um ótimo trabalho na época obter a permissão do meu pai para participar de um concurso de beleza." Ela trabalhou como secretária na empresa de seu pai e fazia desfiles de moda ocasionalmente. Após sua eleição regional, visitou Nova York antes de ir a Londres para o concurso Miss Mundo. Na noite do concurso, ela não achava que ia ganhar porque pensava que era muito pequena e estava realmente nos bastidores se preparando para voltar para casa, quando de repente ela foi chamada como semifinalista e teve que colocar sua roupa de volta no palco. Depois de ganhar o título, viajou por várias cidades europeias e posou para as fotos oficiais do selo comemorativo em sua homenagem. Em 23 de novembro, ela retornou a sua cidade natal, onde foi recebida pelo primeiro-ministro Alexander Bustamante.
Durante o seu reinado, especulou-se que ela poderia ser a nova "Bond Girl", mas ela rejeitou a atuação. Ela voltou a Londres para coroar sua sucessora em 1964 e naquele ano, em um encontro às cegas, conheceu o empresário alemão Klaus Merkens, com quem ficou noiva em setembro de 1965 e com quem se casou no início de 1966. Ela teve dois filhos: Stephan Klaus em 1970 e Daniela Veruschka em 1974. Continuou a viver em Kingston até emigrar com a família para Toronto, Canadá, em 1977. Foi convidada nas comemorações dos 25 anos da Miss Mundo em Londres em 1975 e no 50º aniversário no ano 2000. O resto de sua vida foi dedicada a ser dona de casa e a cuidar de seus filhos sem esquecer suas raízes. "Tenho orgulho de ser jamaicana. Embora eu não moro mais na Jamaica, uma parte de mim sempre estará lá." Atualmente, ela tem 4 netos e mora em Ottawa, Canadá.
Em relação ao concurso, ela disse que a competição mudou nos anos desde que venceu. "O concurso Miss Mundo mudou ao longo dos anos, com ênfase agora em "beleza com um propósito" e muitas instituições de caridade e mais países estão competindo." Quando ela participou, apenas 40 países estavam no concurso. Hoje, mais de 110 países competem a cada ano. Crawford-Merkens ainda vê grande valor na competição. "Acho que é de grande benefício para um país quando sua concorrente ganha a coroa. Ela imediatamente se torna embaixadora da boa vontade, viajando pelo mundo promovendo seu país, turismo e comércio." 

## Resultados
| Posição                 | País e Candidata |
| Vencedora               | - Jamaica - Carole Crawford |
| 2º. Lugar               | - Nova Zelândia - Elaine Miscall |
| 3º. Lugar               | - Finlândia - Marja-Liisa Ståhlberg |
| 4º. Lugar               | - Dinamarca - Aino Korva |
| 5º. Lugar               | - Suécia - Grete Qviberg |
| 6º. Lugar               | - França - Muguette Fabris |
| 7º. Lugar               | - Reino Unido - Diana Westbury |
| (TOP 14) Semifinalistas | - Brasil - Vera Lúcia Maia - Ceilão - Jennifer Fonseka - Colômbia - Eugenía Cucalón - Coreia do Sul - Choi Keum-shil - Estados Unidos - Michele Metrinko - Libéria - Ethel Zoe Norman - Malásia - Catherine Loh |

     Colocação não-oficial, revelada posteriormente ao final do evento.

## Jurados
Ajudaram a definir a campeã:
1. John Mills, ator;
2. Ian Russell, 13º Duque de Bedford;
3. Henrietta Russell, Marquesa de Tavistock;
4. Learie Constantine, comissário de Trinidad e Tobago no Reino Unido;
5. Charles Eade, jornalista e membro do conselho do Commonwealth Press Union;
6. Janet Mountbatten, Marquesa de Milford Haven;
7. Carl Foreman, produtor de filme e roterista;
8. Peter Sellers, ator, cantor e comediante;
9. Billy Butlin, empresário;

## Candidatas
Disputaram o título este ano:
| - África do Sul - Louise Crous - Alemanha - Susie Gruner - Argentina - Diana Sarti - Áustria - Sonja Russ - Bélgica - Irène Godin - Bolívia - Rosario Lopera - Brasil - Vera Lúcia Maia - Canadá - Jane Kmita - Ceilão - Jennifer Anne Fonseka - Chile - María del Pilar Aguierre Gómez - Chipre - Maro Zorna - Colômbia - María Eugenia Cucalón Venegas - Coreia do Sul - Choi Keum-shil - Dinamarca - Aino Korva - Espanha - Encarnación Zalabardo - Estados Unidos - Michele Bettina Metrinko - Finlândia - Marja-Liisa Ståhlberg - França - Muguette Fabris - Grécia - Athanasia Idromenou - Holanda - Elsa Onstenk | - Irlanda - Joan Power - Islândia - Maria Ragnarsdóttir - Israel - Sara Talmi - Jamaica - Carole Joan Crawford - Japão - Miyako Harada - Jordânia - Despo Drakolakis - Libéria - Ethel Zoe Norman - Luxemburgo - Catherine Paulus - Malásia - Catherine Loh - México - Ana Beatriz Martínez Solórzano - Nigéria - Therese Gina Onyejiaka - Nova Zelândia - Elaine Miscall - Peru - Lucía Buonanni Dawson - Portugal - Maria Penedo - Reino Unido - Diana Westbury - Suécia - Grete Qviberg - Suriname - Virginia Blanche Hardjo - Tunísia - Claudine Younes - Turquia - Gulseren Kocaman - Venezuela - Milagros Eugenia Galíndez Castillo |

## Histórico

### Desclassificação
- Gibraltar - Lydia Davis

### Desistências
- Equador - Tania Valle Moreno
- Itália - Gianna Serra
- Líbano - Mona Slim
- Paraguai - Mirta Fernández Cameron
- Taiti - Marie-Louise Metuarea
- Uruguai - Martha Vivas Velásquez